# Jacques Faty
Jacques Faty (ur. 25 lutego 1984 w Villeneuve-Saint-Georges) – francuski piłkarz senegalskiego pochodzenia występujący na pozycji obrońcy.

## Kariera klubowa
Faty piłkarskiego rzemiosła uczył się w Stade Rennais już od 1999 roku, a pierwszy profesjonalny kontrakt podpisał trzy lata później – w 2002 roku. W sezonie 2003/04 był ważną postacią Rennes, z którym osiągnął historyczny awans do Pucharu UEFA.
Po tym, jak do klubu dołączył John Mensah, a na dodatek zmieniono trenera, Faty coraz częściej zasiadał na ławce rezerwowych. Zawodnik nie ukrywał swego rozczarowania z tego, iż nie grał i w październiku 2006 oficjalnie zdeklarował, że pragnie zmienić klub. Po kontuzji Mensaha Faty zagrał kilka dobrych meczów i udowodnił, że jest wartościowym zawodnikiem. W związku z tym otrzymał ofertę nowego kontraktu od działaczy z Rennes. Nie skorzystał z niej i w lecie 2007 roku trafił za darmo do Olympique Marsylia. W 2008 roku Faty odszedł do FC Sochaux. 1 lipca 2011 roku podpisał kontrakt z Sivasspor.
31 stycznia 2013 roku podpisał kontrakt z SC Bastia. 12 czerwca 2013 roku podpisał kontrakt z Wuhan Zall Professional F.C. Następnie grał w Australii w Sydney FC i Central Coast Mariners.
| Sezon   | Klub                   | Kraj      | Rozgrywki        | Mecze | Bramki | Rozgrywki Europy                    | Mecze | Bramki |
| ------- | ---------------------- | --------- | ---------------- | ----- | ------ | ----------------------------------- | ----- | ------ |
| 2002/03 | Stade Rennais FC       | Francja   | Ligue 1          | 9     | 0      | -                                   | -     | -      |
| 2003/04 | Stade Rennais FC       | Francja   | Ligue 1          | 32    | 0      | -                                   | -     | -      |
| 2004/05 | Stade Rennais FC       | Francja   | Ligue 1          | 35    | 0      | -                                   | -     | -      |
| 2005/06 | Stade Rennais FC       | Francja   | Ligue 1          | 23    | 0      | Liga Europy UEFA                    | 3     | 0      |
| 2006/07 | Stade Rennais FC       | Francja   | Ligue 1          | 24    | 0      | -                                   | -     | -      |
| 2006/07 | Olympique Marsylia     | Francja   | Ligue 1          | 0     | 0      | -                                   | -     | -      |
| 2007/08 | Olympique Marsylia     | Francja   | Ligue 1          | 9     | 0      | Liga Mistrzów UEFA Liga Europy UEFA | 3 2   | 0 0    |
| 2008/09 | FC Sochaux             | Francja   | Ligue 1          | 26    | 1      | -                                   | -     | -      |
| 2009/10 | FC Sochaux             | Francja   | Ligue 1          | 33    | 1      | -                                   | -     | -      |
| 2010/11 | FC Sochaux             | Francja   | Ligue 1          | 24    | 1      | -                                   | -     | -      |
| 2011/12 | Sivasspor              | Turcja    | Süper Lig        | 16    | 0      | -                                   | -     | -      |
| 2012/13 | Sivasspor              | Turcja    | Süper Lig        | 1     | 0      | -                                   | -     | -      |
| 2012/13 | SC Bastia              | Francja   | Ligue 1          | 12    | 0      | -                                   | -     | -      |
| 2013    | Wuhan Zall F.C.        | Chiny     | CSL              | 15    | 0      | -                                   | -     | -      |
| 2014    | Wuhan Zall F.C.        | Chiny     | China League One | 14    | 2      | -                                   | -     | -      |
| 2014/15 | Sydney FC              | Australia | A-League         | 10    | 1      | -                                   | -     | -      |
| 2015/16 | Sydney FC              | Australia | A-League         | 20    | 1      | -                                   | -     | -      |
| 2016/17 | Central Coast Mariners | Australia | A-League         | 8     | 0      | -                                   | -     | -      |

## Kariera międzynarodowa
Faty był graczem młodzieżowych reprezentacji Francji. W 2001 roku zdobył Mistrzostwo Świata do lat 17, a później regularnie był desygnowany do gry w reprezentacji U-21. Niedawno również wziął udział w Mistrzostwach Europy do lat 21, który odbyły się w Portugalii. Wówczas Francuzi odpadli w półfinale. Obecnie nie jest członkiem młodzieżowych drużyn, gdyż przekracza limit wieku. Od 2009 reprezentuje Senegal.

## Życie prywatne
Faty jest wychowankiem szkółki młodzieżowej Clairefontaine. Jego podstawową pozycją jest środek obrony, ale czasami wystawiany jest również w linii pomocy. Jacques to starszy brat Ricarda Faty'ego, który również ma na koncie występyt w reprezentacji Senegalu.